# Michael Reid (jornalista)

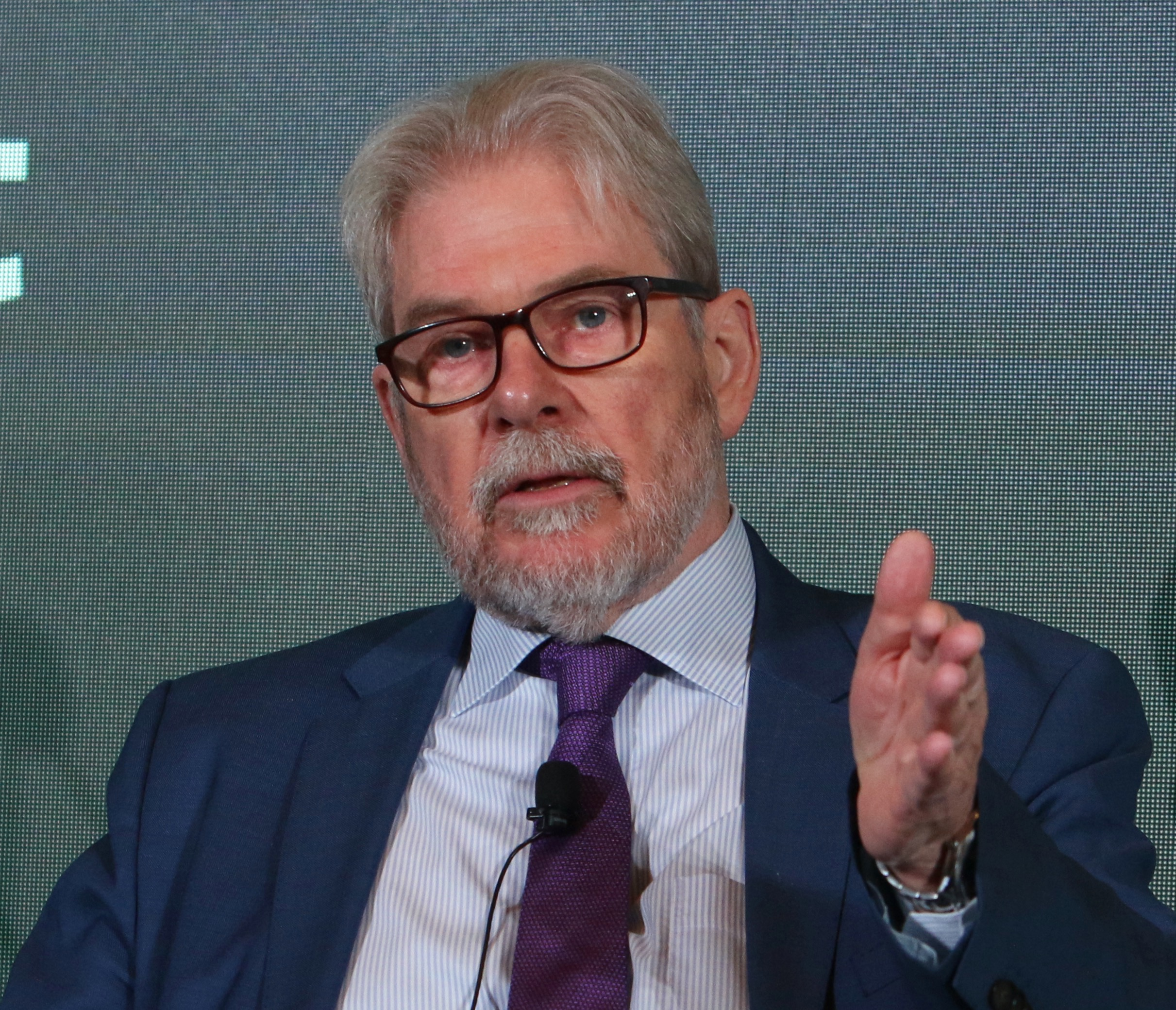
Reid em 2019

Michael Reid (nascido em 1952) é um jornalista, escritor e comentarista inglês especializado em assuntos da América Latina e da Península Ibérica.

## Vida e trabalho
Nascido na Bretanha, Reid estudou Política, Filosofia e Economia no Balliol College, Oxford. Ele é atualmente um editor sênior do The Economist, escrevendo a coluna "Bello" sobre a América Latina e também cobrindo a Espanha. Após ter morado em Lima entre 2014 e 2016, ele reside atualmente em Madrid. Entre 1999 e dezembro de 2013, ele foi o editor do jornal Americas, supervisionando a cobertura da América Latina, do Caribe e do Canadá. Ele é autor de 12 notícias especiais para o The Economist, mais recentemente sobre a Espanha (julho de 2018) e sobre a Colômbia (2015).
Ele começou como um jornalista autônomo com base em Lima em 1982, cobrindo os países andinos pelo The Guardian e pela BBC, entre outras empresas de notícias. Ele começou a escrever para o The Economist em 1990, como correspondente do México e da América Central, e em 1994 mudou para a cobertura de indústrias de consumo. Entre 1996 e 1999, ele foi o chefe do jornal São Paulo Bureau. Entre 2000 e 2004, ele também escreveu uma coluna semanal para o jornal brasileiro Valor Econômico, e até 2013 escrevia na coluna mensal da revista mexicana Poder.
Seus livros incluem Forgotten Continent: The Battle for Latin America's Soul (2007), reimpressa em uma edição completamente revisada e atualisada como Forgotten Continent: A History of the New Latin America (2017), e "Brazil: The Troubled Rise of a Global Power" (abril de 2014). Ele foi agraciado com o Prêmio Maria Moors Cabot pela Columbia University Graduate School of Journalism, e pela Ordem Nacional do Cruzeiro do Sul pelo presidente do Brasil.
Michael Reid é palestrante frequente sobre assuntos latinoamericanos, tendo dado palestras para negócios, think tanks e públicos acadêmicos em muitos países. Ele já foi entrevistado em televisão, rádio e jornais impressos, por veículos incluindo CNN, BBC World News, NPR, Globo e El País. Ele já testemunhou perante o Comitê de Relações Exteriores do Senado dos Estados Unidos e para o Comitê de Assuntos Externos da Câmara dos Comuns do Reino Unidos.

## Livros
- Forgotten Continent: A History of the New Latin America, Yale University Press, 2017. ISBN 9780300224658
- Brazil: The Troubled Rise of a Global Power, Yale University Press, 2014. ISBN 9780300165609